# Mikl
Mikkel Lauritzen alias Unge MikL (født 11. februar 1984 i Brønshøj) er en dansk freestylerapper.
Siden 2003 har Lauritzen  været fast inventar i MC's Fight Night. I 2008 vandt han MC's Fight Night, og blev således Danmarksmester i freestyle. Han har desuden medvirket i MC Fight Night på Grøn Koncert i flere år, og har optrådt sammen med bl.a. TV 2. Han var gæsterapper ved Peter Ankjær Bigaard
alias Pede B's koncert på Roskilde Festivalen 5. juli 2009.
Lauritzen er uddannet cand.merc.(kom.) på Copenhagen Business School og arbejder i dag for Alternativet som kommunikationschef.
Han valgte at lægge fight night mikrofonen på hylden i 2010.